# Pinobanksina
Pinobanksin  es un antioxidante de bioflavonoides (específicamente un dihidroflavonol, una categoría de flavonol ) que inhibe la peroxidación de lipoproteínas de baja densidad y es donante de electrones para reducir radicales de alfa-tocoferol.  Está presente en el girasol y la miel.
La pinobanksina se biosintetiza desde la pinocembrina.